# Gaoui
Gaoui este un oraș din Ciad. A fost capitala civilizației Sao.